# 张承祖
张承祖（1975年6月—），北京人，回族，中国致公党党员。中华人民共和国政治人物、第十三届全国人民代表大会陕西省代表。

## 生平
2018年，张承祖被选为陕西省出席第十三届全国人民代表大会代表。
2023年，因严重违法接受调查。